# Podjuna, Globasnica
Podjuna (nemško Jaunstein) je naselje v Občini Globasnica v Okraju Velikovec na Koroškem v Avstriji.